# Kota Kinabalu
Kota Kinabalu (sau mai cunoscut sub numele "KK"), cunoscut anterior ca Jesselton, este capitala Sabah situat în Malaysia de Est. De asemenea, este sediul guvernului pentru divizia de pe Coasta de Vest din Sabah. Orasul este situat pe coasta de nord-vest a Borneo cu care se confruntă Marea Chinei de Sud. Muntele Kinabalu, care a dat numele orașului său, se află în apropiere KK, în timp ce Parcul Tunku Abdul Rahman, sanctuar viața sălbatică, se află aici. Până în 2010, Kota Kinabalu are aproximativ 452,058 de locuitori și zona Penampang care acoperă, de asemenea, orașul are aproximativ 176,667 de persoane. Dacă agregate, numărul total al populației de metrou este de 628,725.
Orasul este, de asemenea, o destinație turistică majoră și o poarta de acces populară pentru turiști care vizitează Sabah și Borneo. Parcul Național Kinabalu este situat la aproximativ 90 km de oraș și există multe atracții turistice din zonă. Kota Kinabalu este, de asemenea, una dintre cele mai centru comercial și industrial major în Malaysia de Est. Ambele dintre acești factori fac Kota Kinabalu ca unul dintre cele mai rapide orașe în creștere în Malaysia.

## Istorie
La sfârșitul anilor 1800, Britanic de Nord Borneo Companie (BNBC) au început să se stabilească colonii de-a lungul Nord Borneo. In 1882, BNBC fondat o așezare mică în zona cunoscută sub numele Gaia Bay, care a fost deja locuite de Bajau oameni. Prima așezare a fost pe Insula Gaya. In 1897, aceasta prima așezare a fost ars și distrus de indigene Bajau luptător pentru libertate Mat Salleh.